# Синяк (регіональний ландшафтний парк)
Синя́к — регіональний ландшафтний парк в Україні. Розташований в окоцях села Синяк Мукачівського району Закарпатської області. Створений згідно з Рішенням Закарпатської обласної ради від 26 травня 2011 року за № 229 «Про створення регіонального ландшафтного парку місцевого значення „Синяк“».

## Загальні відомості
Землекористувачем території є Державне підприємство «Мукачівське державне лісове господарство». Управління парком здійснюватиме комунальне підприємство «Центр сприяння розвитку туризму «Синяк». Кабінет Міністрів України погодив розміщення на теренах ландшафтного регіонального парку туристичного комплексу як його складової частини. Ландшафтний парк створено задля збереження і відтворення гірських ландшафтів Закарпаття з типовими унікальними природними та історично-культурними комплексами. Відповідні зони парку нестимуть рекреаційно-оздоровче, освітньо-наукове, природоохоронне регіональне значення.
Площа парку 4.631,2918 гектарів. Площа всесезонного туристичного комплексу «Синяк» 350,0 гектарів.
Біля гори Синяк є джерела сірководневої води, чий синюватий відтінок дав назву місцевості. Вода Синяцького родовища є слабо сульфідною, мало мінералізованою, сульфатною, натрієво-кальцієво-магнієва, слабо лужна.

## Опис

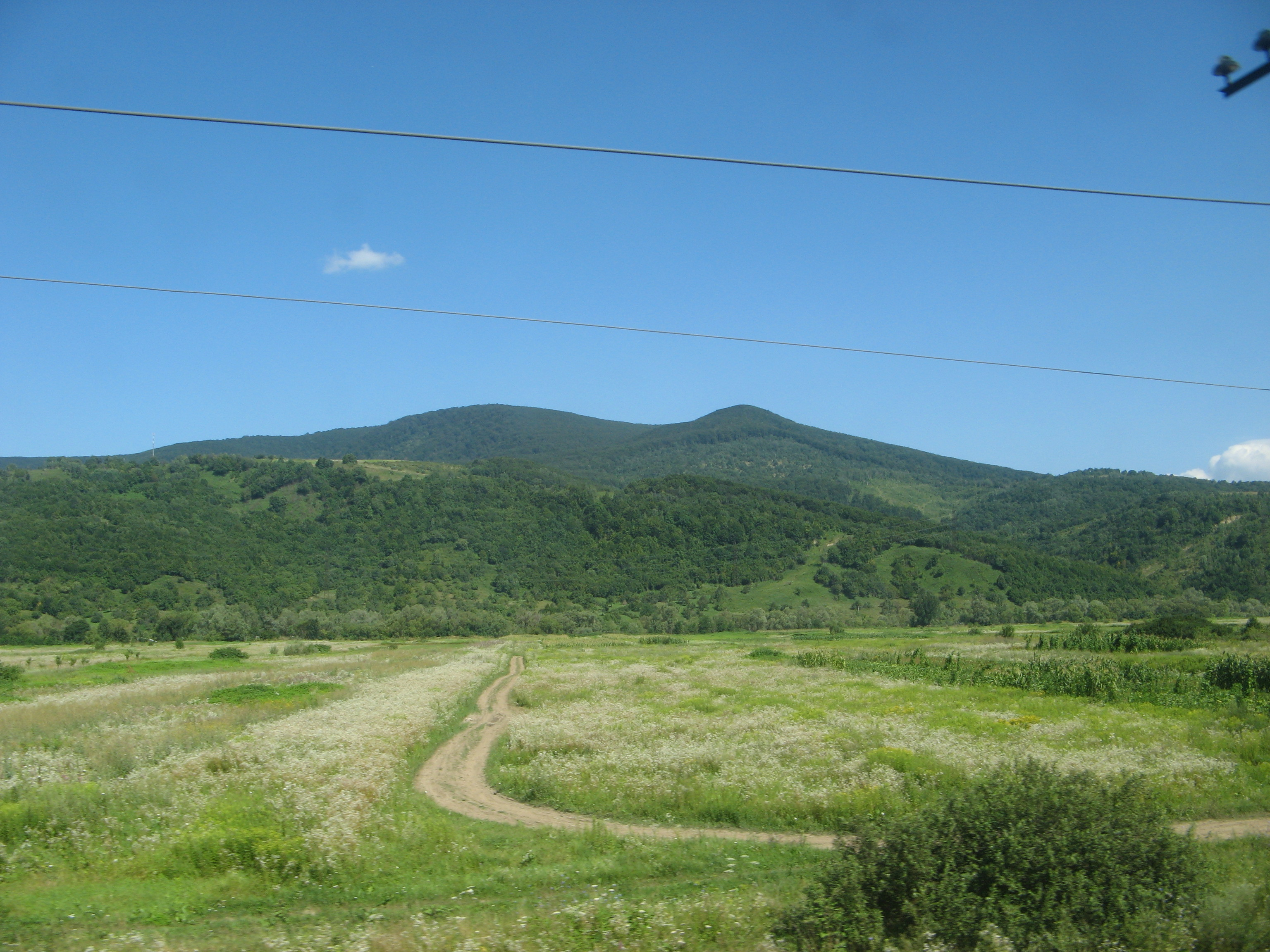
Гірський масив Синяк

### Фауна
На території Регіонального ландшафтного парку «Синяк» перебуває доволі вразлива екосистема, що потребує захисту. Тут трапляється 10 видів риб, з яких чотири занесені до Червоної книги України: (2009) прісноводна мінога карпатська, марена звичайна, марена дунайсько-дністровська, минь річковий. Також види, занесені до списків Міжнародного союзу охорони природи та Європейського червоного списку тварин і рослин, що є під загрозою зникнення у світовому масштабі. Чисельність даних біотипів значно зменшилась у річках внаслідок надмірного вилову та переважно зміни гідрологічного, хімічного, біологічного режимів водойм, забруднення води. Наявність їх у річках ландшафтного парку є свідченням їхньої чистоти.
На теренах ландшафтного парку виявлено 9-13 видів земноводних та рептилій, 5 видів плазунів. Усі ці види охороняються згідно з Бернською Конвенцією про охорону дикої флори та фауни і природних середовищ існування в Європі (1979), а тритон карпатський, тритон дунайський, кумка червоночерева перебувають у Червоному списку Міжнародного союзу охорони природи (IUCN), Червоної книги хребетних Міжнародного союзу охорони природи (МСОП), Червоної книги України (2009).
Серед ссавців до Червоної книги України занесено 16 видів, зокрема, рясоніжка мала, кіт лісовий, видри, підковик малий, підковик великий, нічниця довговуха, широковух звичайний. На масиві Вулканічного хребта утримують оленя благородного, сарни.

### Флора
На теренах парку збереглись природні букові, дубові ліси зі значною часткою пралісів, грабові діброви, де наявні асоціації з трав'янистих рослин, включених до Червоної книги України, Регіонального червоного списку. Рідкісним типом асоційованості домінантів деревостану на Вигорлат-Гутинському хребті є група липово-дубових лісів (Tilieto argenteae — Quercetum petreae) дубом скельним та балканською липою сріблястою, що входить до Зеленої книги України. У підліску трапляється ліщина звичайна, бирючина звичайна, глід Липського, клокичка периста. Трав'яний ярус середньої густини формують перлівка одноцвіта, переліска багаторічна, підмаренник запашний, осока волосиста, плющ звичайний, поодиноко трапляються копитняк європейський, молочай кипарисоподібний, зеленчук жовтий.